# Luís de Vasconcelos e Sousa, 4.º Conde de Figueiró

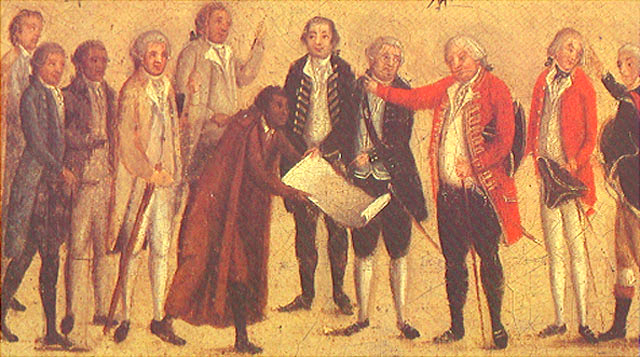
Detalhe da obra do pintor Francisco Muzzi, sobre a Reconstrução do Recolhimento de Nossa Senhora do Parto, onde se vê Mestre Valentim entregando os projetos de reconstrução ao Vice Rei D. Luis de Vasconcelos e Sousa (1789).

Luís de Vasconcelos e Sousa, 4.º conde de Figueiró  (Portugal, 1 de novembro de 1742 — Rio de Janeiro, 24 de março de 1809), foi um nobre e administrador colonial português e 12º vice-rei do Brasil, de 1778 a 1790. O título de conde de Figueiró já existira numa outra família no período filipino; foi-lhe concedido no ano de 1808 ou 1809, pelo Príncipe Regente D. João, pelo que foi o 1.º detentor do título, na sua família.

## Biografia
Filho de José de Vasconcelos e Sousa Caminha Câmara Faro e Veiga, 1º marquês de Castelo Melhor, e Maria Rosa Quitéria de Noronha.
Formou-se bacharel em Cânones pela Universidade de Coimbra.
Foi juiz e desembargador do Tribunal da Relação do Porto, da Casa da Suplicação e da Mesa do Desembargo do Paço; conselheiro de Estado, e vereador do Senado da Câmara de Lisboa.

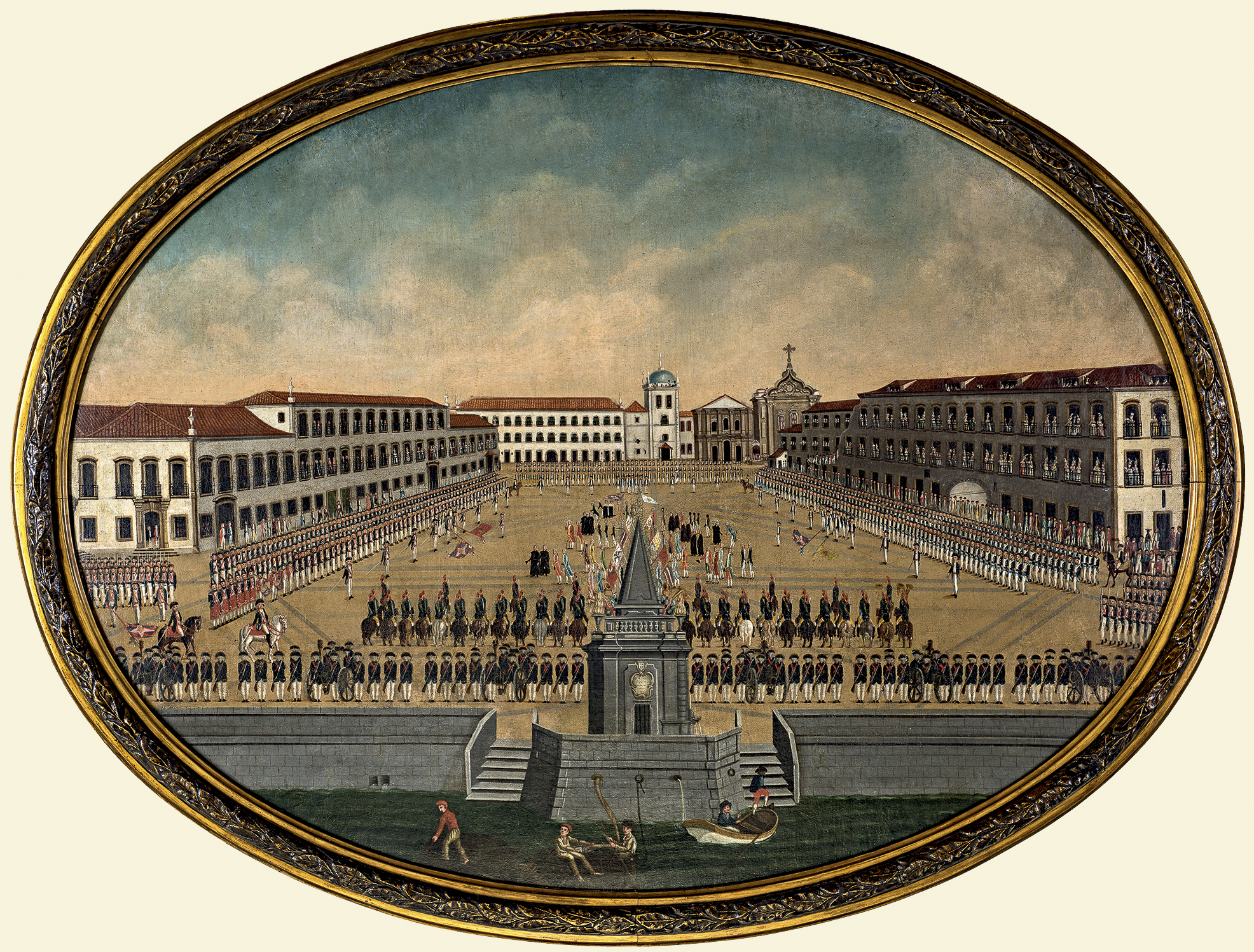
Revista militar no Largo do Paço dos Vice-Reis, atual Praça XV, pintura de Leandro Joaquim, por volta de 1790. Coleção do Museu Histórico Nacional.

Foi o 12.º vice-rei do Brasil e capitão-general de Mar e Terra do Estado do Brasil, exercendo o cargo por doze anos, de 30 de abril de 1778 a 9 de maio de 1790. Trouxe minuciosas instruções assinadas pelo novo Secretário de Estado, Martinho de Melo e Castro, pelas quais se regularia quanto aos assuntos relativos à religião, justiça, fazenda, tropa, agricultura, navegação, comércio, política etc. Segundo Varnhagen, distinguiu-se "pela moderação e pela prudência". Fomentou o cultivo do anil e do cânhamo.

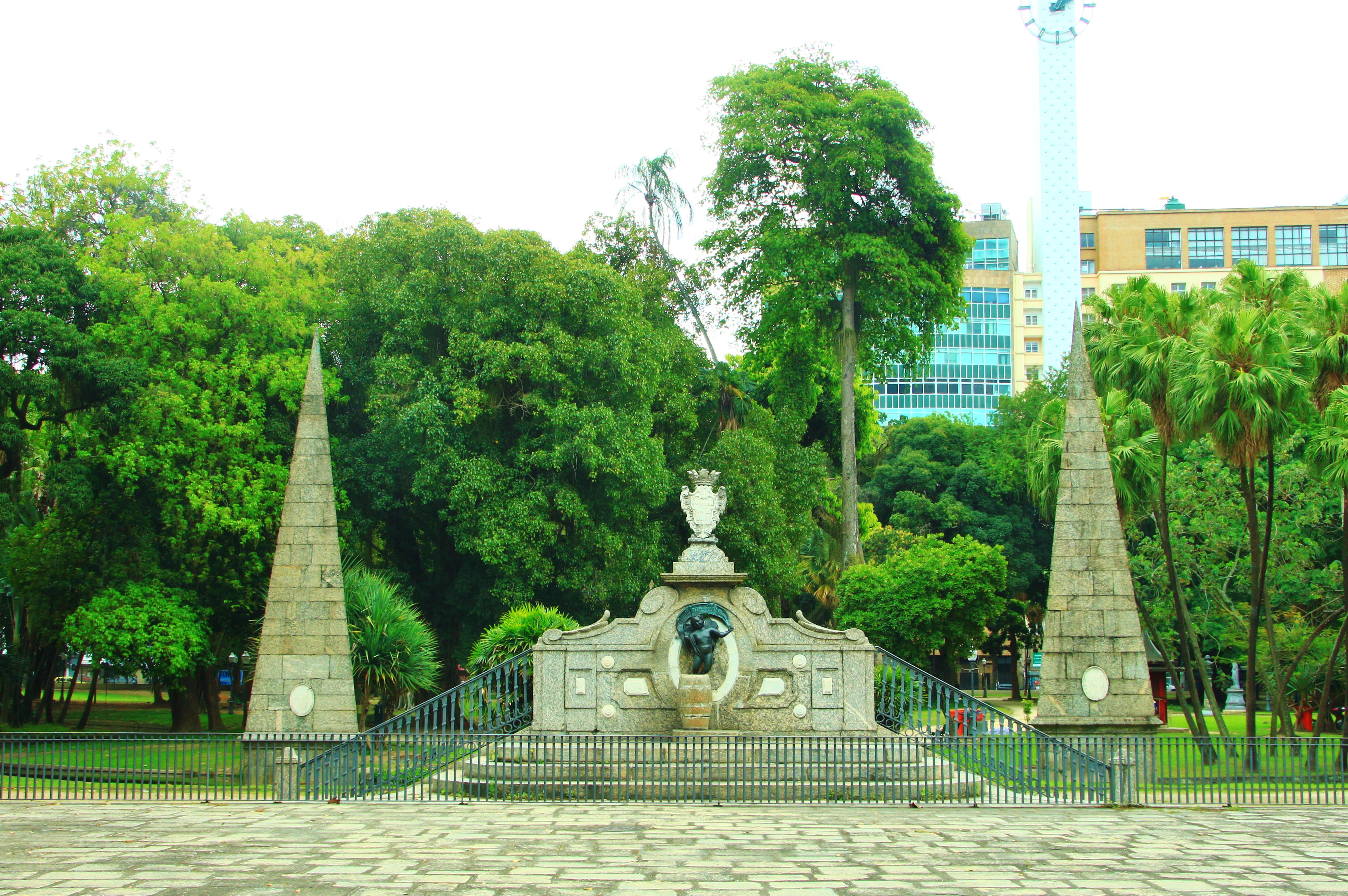
O Passeio Público, foi o primeiro parque público das Américas.

Muito fez pela cidade do Rio de Janeiro, capital do Vice-Reinado: criou o Passeio Público, ainda hoje existente, ao mandar aterrar a Lagoa do Boqueirão, ali existente; reformou o Largo do Carmo; abriu ruas e protegeu artistas, como o Mestre Valentim da Fonseca e Silva e Leandro Joaquim. Mandou construir a chamada Casa dos Pássaros, origem do Museu Nacional do Rio de Janeiro, no Largo da Lampadosa (era dirigida por Xavier dos Pássaros, como era chamado Francisco Xavier Cardoso Caldeira). Reedificou a Alfândega e se diz que, em geral, foi o precursor do urbanismo do Rio. Na época de sua administração foi criado o Calabouço, lugar no qual os escravizados eram presos e castigados por se insubordinarem ao sistema vigente na época.
Sob seus auspícios criou-se a Sociedade Literária, que reuniu vários intelectuais brasileiros.
Retornou a Portugal em 1790 e aí foi inspetor-geral das Obras Públicas (1801), secretário de Estado e presidente do Real Erário (1803-1807).
Foi sócio da Academia Real das Ciências de Lisboa, recebeu a grã-cruz da Ordem de Santiago e Espada e o título de conde de Figueiró.